# Listă de scriitori sârbi
Aceasta este o listă de scriitori sârbi.

## A
David Albahari - 
Ivo Andrić - 
Vladimir Arsenijević -

## B
Vladislav Bajac -
Svetislav Basara - 
Jurij Brezan -

## C
Miloš Crnjanski -

## Ć
Dobrica Ćosić -
Branko Ćopić -

## D
Milovan Danojlić -
Oskar Davičo -
Radoje Domanović -
Predrag Dragić -
Vuk Drašković -
Jovan Dučić -

## G
Milovan Glišić -

## I
Jakov Ignjatović -
Vojislav Ilić - 
Antonije Isaković -

## J
Đura Jakšić -
Jovan Jovanović Zmaj -

## K
Vuk Stefanović Karadžić -
Milan Kašanin - 
Irena Kazazić - 
Danilo Kiš - 
Petar Kočić -
Laza Kostić -
Erih Koš -
Mirko Kovač -
Skender Kulenović -

## L
Laza Lazarević - 
Petar Lubarda -

## M
Desanka Maksimović -
Igor Marojević -
Simo Matavulj -
Mateja Matejić -
Dimitrije Mitrinović -
Mirjana Bobić Mojsilović -
Nikola Moravčević -

## N
Branislav Nušić -

## O
Dositej Obradović -
Mladen Oljača -
Zaharija Orfelin -

## P
Milorad Pavić - 
Borislav Pekić -
Vladislav Petković DIS -
Goran Petrović -
Nenad Petrović (pisatelj) -
Vladimir Pištalo -
Vasko Popa -

## R
Branko Radičević -
Duško Radović -
Milan Rakić -
Eva Ras -
Ljubivoje Ršumović -

## S
Isidora Sekulić - 
Jovan Skerlić -
Stevan Sremac -
Borislav Stanković -

## Š
Aleksa Šantić - 

## T
Aleksandar Tišma -
Kosta Trifković -

## V
Prvoslav Vujčić -

## Ž
Zoran Živković -